# Nubécourt
Nubécourt ist eine französische Gemeinde mit 249 Einwohnern (Stand: 1. Januar 2022) im Département Meuse in der Region Grand Est (vor 2016: Lothringen). Sie gehört zum Arrondissement Bar-le-Duc und zum Kanton Dieue-sur-Meuse.

## Geographie
Nubécourt liegt in der Naturlandschaft der Argonnen, etwa 74 Kilometer westsüdwestlich von Metz und etwa 23 Kilometer südwestlich von Verdun an der Aire. Nachbargemeinden sind Autrécourt-sur-Aire im Nordwesten und Norden, Ippécourt im Nordosten, Saint-André-en-Barrois im Osten, Beausite im Südosten und Süden, Pretz-en-Argonne im Süden und Südwesten, Èvres im Südwesten und Westen sowie Foucaucourt-sur-Thabas im Westen.

## Bevölkerungsentwicklung
| Jahr                       | 1962 | 1968 | 1975 | 1982 | 1990 | 1999 | 2006 | 2019 |
| Einwohner                  | 212  | 166  | 328  | 290  | 275  | 281  | 278  | 250  |
| Quellen: Cassini und INSEE |      |      |      |      |      |      |      |      |

## Sehenswürdigkeiten
- Kirche Saint-Martin aus dem 16. Jahrhundert, Monument historique
- Kirche Saint-Éloi in Fleury-sur-Aire aus dem 12. Jahrhundert
- Kirche Saint-Sulpice in Bulainville aus dem Jahr 1680

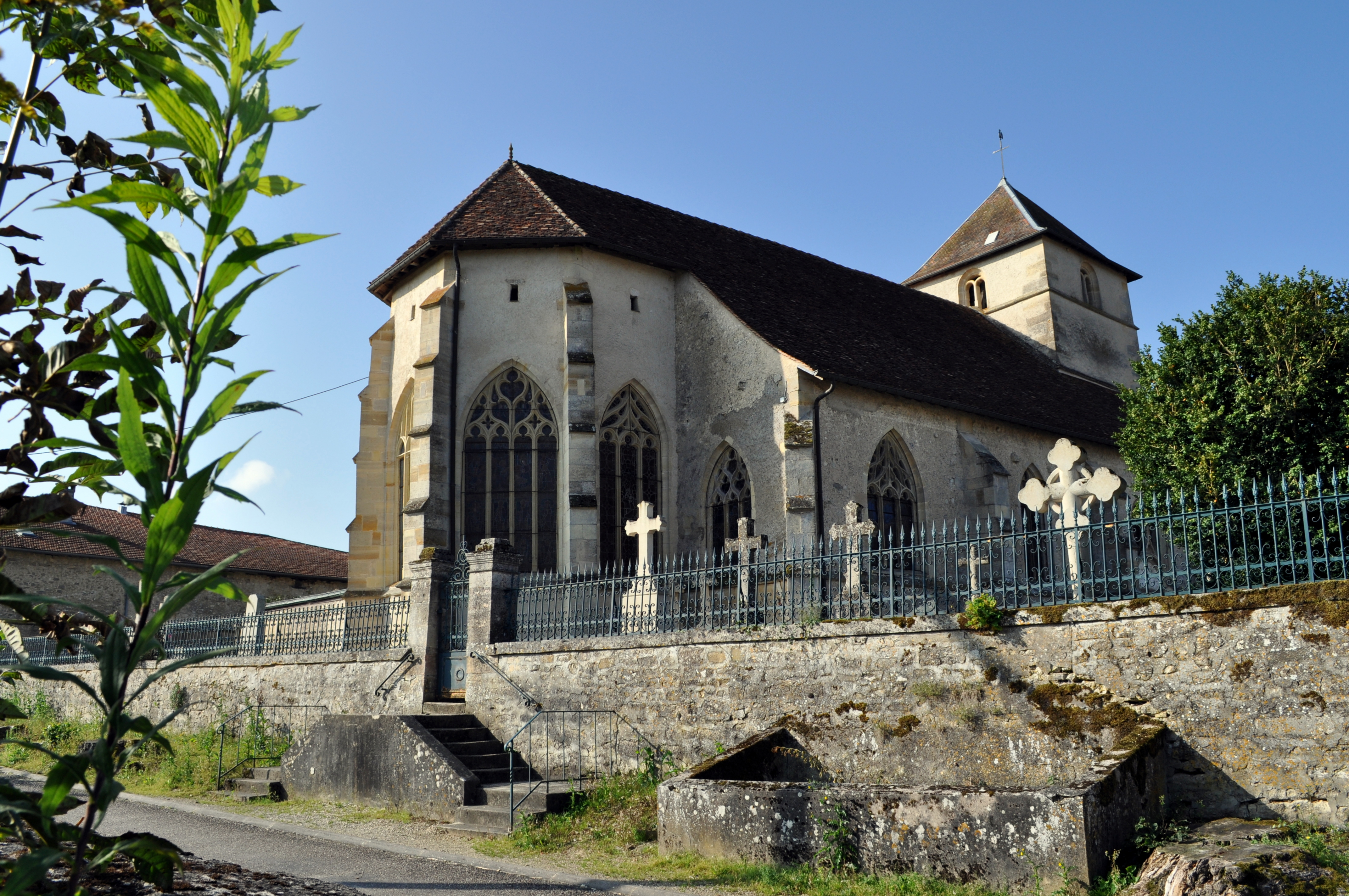
Kirche Saint-Martin
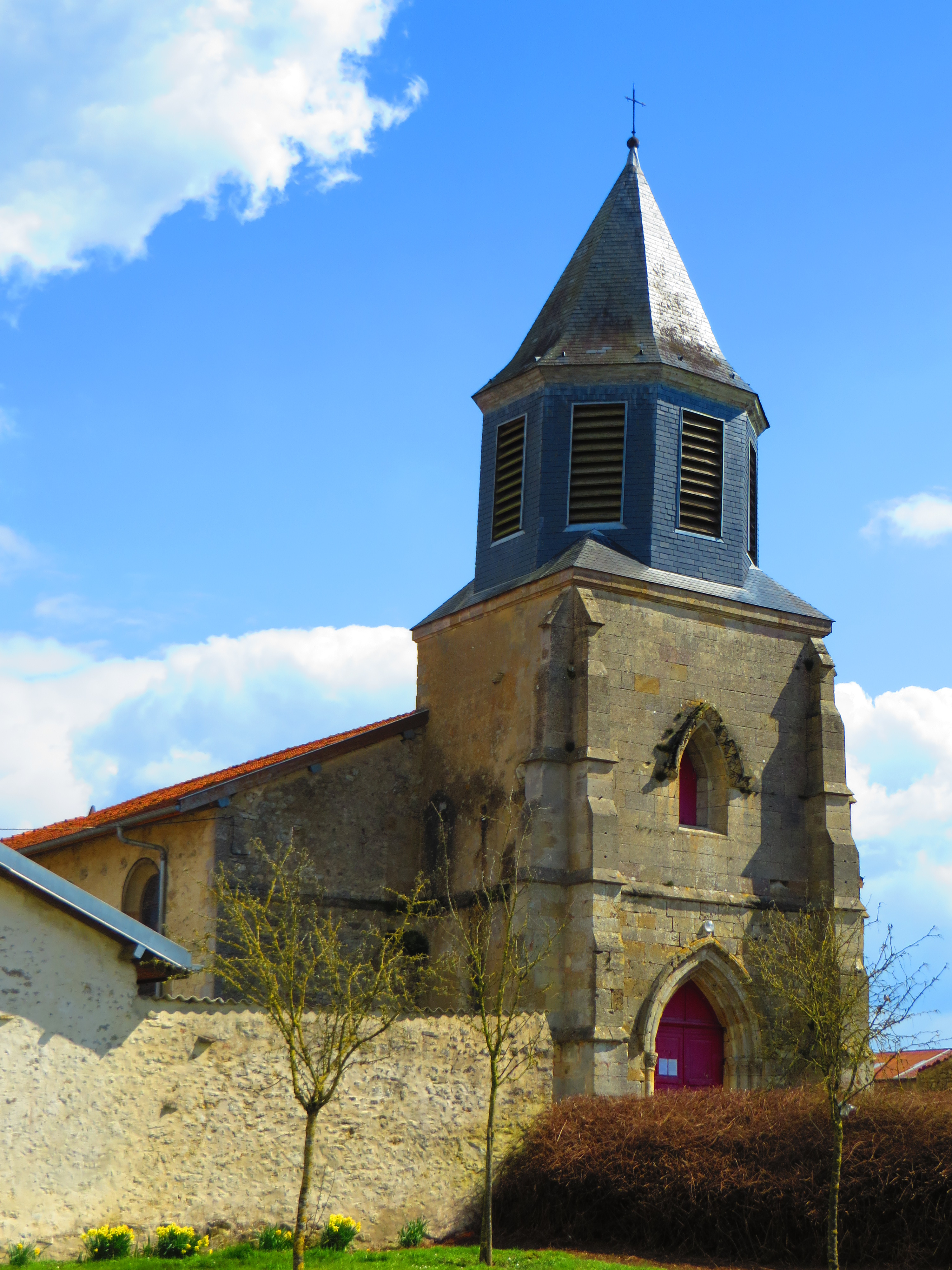
Kirche Saint-Éloi